# CONCACAF U-20-Meisterschaft der Frauen
Die CONCACAF U-20-Meisterschaft der Frauen (engl. CONCACAF Under-20 Women’s Championship) ist ein Fußballwettbewerb zwischen den besten Mannschaften Nord- und Mittelamerikas sowie der Karibik für Fußballspielerinnen unter 20 Jahren. Das Turnier findet in der Regel alle zwei Jahre statt und wird auch zur Qualifikation für die U-20-Fußball-Weltmeisterschaft der Frauen genutzt.
Im Jahre 2002 wurde in Trinidad und Tobago bereits ein vergleichbares Turnier ausgespielt, welches jedoch lediglich zur Ermittlung der nordamerikanischen Teilnehmer an der U-19-Fußball-Weltmeisterschaft der Frauen 2002 diente. Ein Turniersieger wurde nicht ermittelt. Die beiden Gruppensieger qualifizierten sich neben Gastgeber Kanada für die Weltmeisterschaft 2002. Neben diesem Turnier wurde auch die erste Ausspielung der CONCACAF U-20-Meisterschaft der Frauen 2004 noch als U-19 Wettbewerb ausgetragen. Aktuell qualifizieren sich jeweils die drei erstplatzierten Mannschaften für die U-20-WM.
Die USA sind Rekordsieger mit sieben Titeln.

## Die Turniere im Überblick

### Qualifikation zur U-20-Weltmeisterschaft der Frauen
| Jahr         | Gastgeber           | Gruppe A | Gruppe A            | Gruppe B | Gruppe B      |
| Jahr         | Gastgeber           | Sieger   | Zweiter Platz       | Sieger   | Zweiter Platz |
| ------------ | ------------------- | -------- | ------------------- | -------- | ------------- |
| 2002 Details | Trinidad und Tobago | Mexiko   | Trinidad und Tobago | USA      | Costa Rica    |

### CONCACAF U-20-Meisterschaft der Frauen
| als U-19 Wettbewerb ausgetragen |                         |        |                      |        |            |                     |                     |
| 2004 Details                    | Kanada                  | Kanada | 2:1 n. V.            | USA    | Costa Rica | 4:3                 | Mexiko              |
| als U-20 Wettbewerb ausgetragen |                         |        |                      |        |            |                     |                     |
| 2006 Details                    | Mexiko                  | USA    | 3:2                  | Kanada | Mexiko     | 4:1                 | Jamaika             |
| 2008 Details                    | Mexiko                  | Kanada | 1:0                  | USA    | Mexiko     | 2:2 n. V. 3:2 i. E. | Costa Rica          |
| 2010 Details                    | Guatemala               | USA    | 1:0                  | Mexiko | Costa Rica | 1:0                 | Kanada              |
| 2012 Details                    | Panama                  | USA    | 2:1                  | Kanada | Mexiko     | 5:0                 | Panama              |
| 2014 Details                    | Cayman Islands          | USA    | 4:0                  | Mexiko | Costa Rica | 7:3 n. V.           | Trinidad und Tobago |
| 2015 Details                    | Honduras                | USA    | 1:0                  | Kanada | Mexiko     | 2:0                 | Honduras            |
| 2018 Details                    | Trinidad und Tobago     | Mexiko | 1:1 n. V., 4:2 i. E. | USA    | Haiti      | 1:0                 | Kanada              |
| 2020 Details                    | Dominikanische Republik | USA    | 4:1                  | Mexiko |            | nicht gespielt      |                     |
| 2022 Details                    | Dominikanische Republik | USA    | 2:0                  | Mexiko | Kanada     | 2:0                 | Puerto Rico         |
| 2023 Details                    | Dominikanische Republik | Mexiko | 2:1                  | USA    | Kanada     | 5:3 n. V.           | Costa Rica          |

### Rangliste der Sieger
Im Jahr 2002 wurde kein Turniersieger ausgespielt.
| Rang | Land   | Titel | Jahr(e)                                  |
| ---- | ------ | ----- | ---------------------------------------- |
| 1    | USA    | 7     | 2006, 2010, 2012, 2014, 2015, 2020, 2022 |
| 2    | Kanada | 2     | 2004, 2008                               |
| 2    | Mexiko | 2     | 2018, 2023                               |